# Leningradský kodex

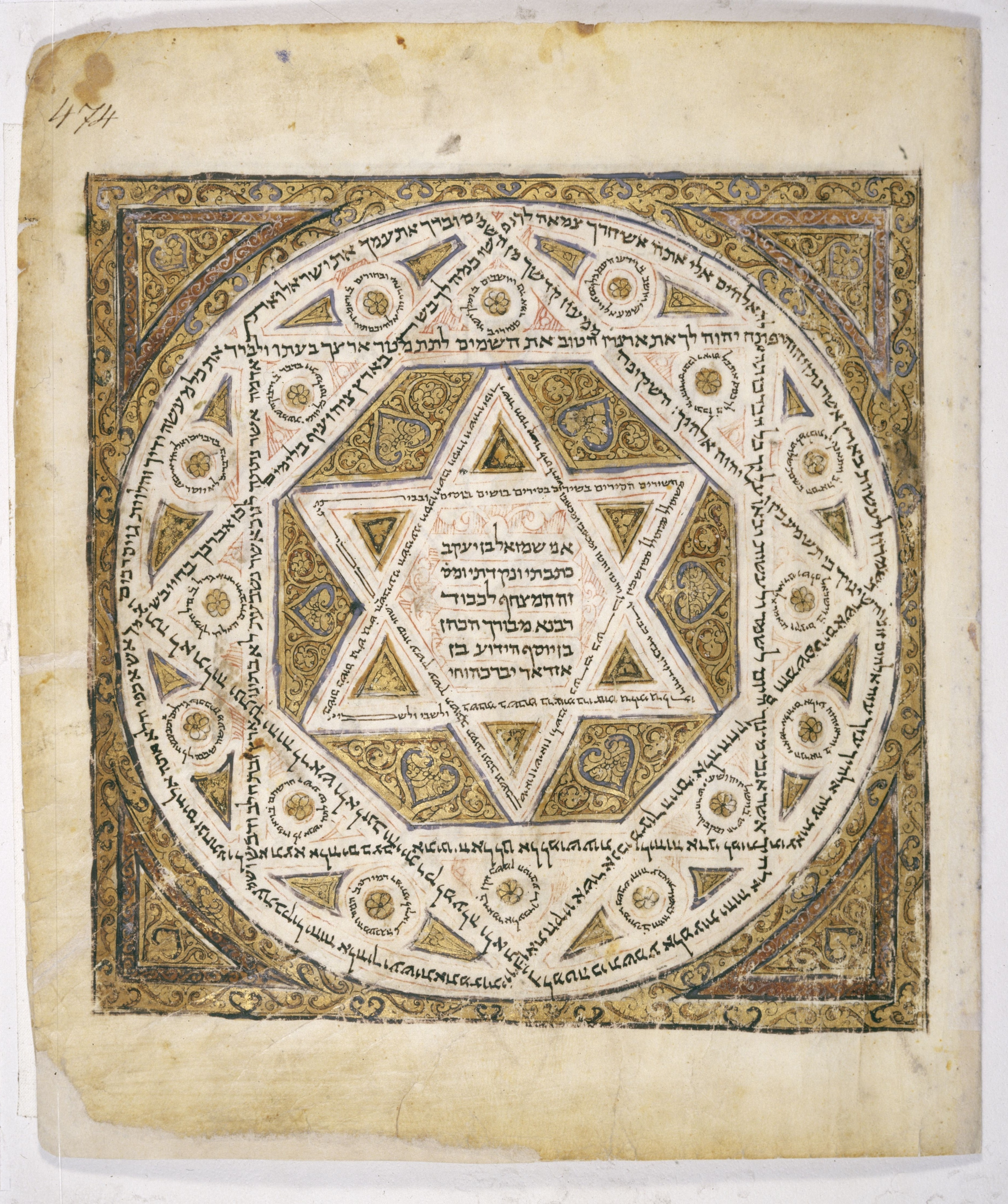
Jedna ze zdobených stran kodexu.

Leningradský kodex (latinsky Codex Leningradensis, známý též pod značkou B19A) je nejstarší dochovanou kompletní hebrejskou biblí a zároveň nejstarším v úplnosti dochovaným masoretským rukopisem. Vznikl pravděpodobně roku 1008 n. l. v Káhiře jako opis rukopisu židovského písaře, masorety, Árona ben Moše ben Ašera (zemřel kolem roku 960). Leningradský kodex je základním zdrojem pro moderní tištěná vydání hebrejské bible, tedy Starého zákona, vycházeli z něj i překladatelé Českého ekumenického překladu.
Asi od poloviny 19. století je rukopis uchováván Ruské národní knihovně v Petrohradu (dříve též Leningrad), podle něhož rukopis získal svůj název.